# اوشتری
اوشتری (به صربی: Oštrelj) یک منطقهٔ مسکونی در صربستان است که در بور واقع شده‌است. اوشتری ۶۵۴ نفر جمعیت دارد.